# Поединок (фильм, 2006)
«Поеди́нок», другое название «Анна́полис» (англ. Annapolis) — американская драма 2006 года режиссёра Джастина Лина.

## Сюжет
Теглайн фильма: «Там, где рождаются герои и легенды».
Обычный парень Джейк из провинции вытащил свой счастливый билет — поступил в Военно-морскую академию в Аннаполисе, пройдя конкурс в 42 человека на место. Но с этого времени его трудности только начались. Неуверенный в себе Джейк сразу попал в категорию слабаков-новичков. К тому же он стал жертвой злейшего инструктора курсантов-первокурсников — мичман-лейтенанта Коула, который до поступления в академию отслужил в морской пехоте (мичман, от англ. midshipman — воинское звание курсанта высшего военно-морского учебного заведения ВМС и КМП США, которому соответствует определённая классность согласно году обучения, а также дополнительно может присваиваться курсантское унтер-офицерское звание, например мичман-энсин и т. д.).
Чтобы доказать, что он сможет стать офицером, Джейк принимает вызов и решает участвовать в жестоком первенстве по боксу и выступить против старшекурсника Коула.

## В ролях
| Актёр               | Роль                                                                  |
| ------------------- | --------------------------------------------------------------------- |
| Джеймс Франко       | мичман 4-го класса Джейк Хьюард, первокурсник                         |
| Тайриз Гибсон       | мичман-лейтенант Мэтт Коул, инструктор первокурсников                 |
| Джордана Брюстер    | мичман 2-го класса Элисон «Эйли» Хэллоуэй, инструктор первокурсников  |
| Донни Уолберг       | коммандер-лейтенант Бартон, офицер академии                           |
| Брайан Гудман       | Билл, отец Джейка Хьюарда                                             |
| Джим Пэррак         | Эй Джей, друг Джейка Хьюарда                                          |
| Виселос Реон Шеннон | мичман 4-го класса Маркус «Двойня» Нэнс, первокурсник                 |
| Роджер Фэн          | мичман 4-го класса Лу, первокурсник                                   |
| Уилмер Калдерон     | мичман 4-го класса Эстрада, первокурсник                              |
| МакКалеб Барнетт    | мичман-лейтенант младшей категории Уитакер, инструктор первокурсников |

## Саундтрек
1. «Nowhere Ride» — The Chelsea Smiles
2. «More Human than Human» — White Zombie
3. «When I’m Gone» — No Address
4. «Just Stop» — Disturbed
5. «Different Stars» — Trespassers William
6. «Somersault» — Zero 7
7. «Born Too Slow» — The Crystal Method
8. «Hero of the Day» — Metallica
9. «Start Something» — Lostprophets

## Интересные факты
- Из-за отсутствия доступа в Военно-морскую Академию в Аннаполисе, фильм был снят в Филадельфии, в колледже Жирар (англ. Girard College) на списанной военно-морской верфи (Военно-морская верфь Филадельфии).